# Hláska (Olšovice)
Hláska je osada, část obce Olšovice v okrese Prachatice v Jihočeském kraji. Nachází se asi jeden kilometr severně od Olšovic. Je zde evidováno 5 adres. V roce 2011 zde trvale žilo osm obyvatel.
Hláska leží v katastrálním území Olšovice o výměře 3,58 km².

## Historie
První písemná zmínka o vesnici pochází z roku 1458.

## Obyvatelstvo
| Rok            | 1869 | 1880 | 1890 | 1900 | 1910 | 1921 | 1930 | 1950 | 1961 | 1970 | 1980 | 1991 | 2001 | 2011 | 2021 |
| -------------- | ---- | ---- | ---- | ---- | ---- | ---- | ---- | ---- | ---- | ---- | ---- | ---- | ---- | ---- | ---- |
| Počet obyvatel | 33   | 32   | 33   | 43   | 35   | 36   | 42   | 24   | 18   | 15   | 15   | 14   | 7    | 8    | 11   |
| Počet domů     | 6    | 6    | 7    | 6    | 6    | 7    | 6    | 8    | 8    | 4    | 4    | 5    | 7    | 5    | 6    |

## Obecní správa
Při sčítání lidu v letech 1850–1959 Hláska byla osadou obce Olšovice, se kterým patřila nejprve do okresu Prachatice, ale od roku 1950 v okrese Vodňany. V letech 1960–1976 byla částí obce Mahouš v okrese Prachatice. Od 30. dubna 1976 do 23. listopadu 1990 byla částí obce Němčice v okrese Prachatice. Od 24. listopadu 1990 je opět částí obce Olšovice v okrese Prachatice.